# Отто Вахс
Отто Вахс (нім. Otto Wachs, 23 липня 1909 — 30 грудня 1998) — німецький яхтсмен.
Бронзовий призер Олімпійських Ігор 1936 року в класі 8 метрів.